# Sami Sirviö
Sami Petteri Sirviö, född 28 maj 1970 i Pyhäjärvi i Finland, är en sverigefinsk musiker. Han är tidigare sologitarrist i rockbandet Kent.

## Övriga projekt

### Producent
- Petrol - Record (1997)
- Mobile Homes - EP (2003)
- Jay Jay Johanson - Tell all the girls im back in town (Remix) (2004)
- Sapporo 72 - Business and Pleasure (2005)
- West End Girls - Goes Pet Shopping (2006)
- Disco - Vihaa, rakkautta vai jotain muuta (2006)
- Mobile Homes - Close (2008)
- Mobile Homes - Today is Your Lucky Day (2009)
- Janice Prix - Heart (2015)
- Innesi - Time of Silence, Pretend Happiness (2017)
- Mobile Homes - Trigger (2021)

### Musiker
- Lisa Miskovsky - Changes (2006)